# Bahnstrecke Homburg–Zweibrücken
| |                                                                        |                                                  |                                                  |
| Streckennummer (DB): | 3283                                                                   |                                                  |                                                  |
| Kursbuchstrecke (DB): | 280c (1950–1972) 685 (1972–1989) 686 (1989–1991)                       |                                                  |                                                  |
| Kursbuchstrecke: | 235 (1917) 280c, 280d (1946) 280 (Einöd (Saar) – Zweibrücken Hbf 1946) |                                                  |                                                  |
| Streckenlänge: | 11,2 km                                                                |                                                  |                                                  |
| Spurweite: | 1435 mm (Normalspur)                                                   |                                                  |                                                  |
| Streckengeschwindigkeit: | 120 km/h                                                               |                                                  |                                                  |
| |                                                                        |                                                  |                                                  |
| \| \| \| von Mannheim \| \| \| \| 0,0 \| Homburg (Saar) Hbf \| Homburg (Saar) Hbf \| \| \| 1,3 \| Bundesstraße 423 \| Bundesstraße 423 \| \| \| 0,9 \| nach Neunkirchen \| nach Neunkirchen \| \| \| 1,1 \| nach Saarbrücken \| nach Saarbrücken \| \| \| 1,4 \| Werkanschlussgleis \| Werkanschlussgleis \| \| \| \| L 119 \| \| \| \| \| \| \| \| \| \| von Neunkirchen vom Zollbahnhof Limbach-Altstadt \| \| \| \| \| \| \| \| \| \| Anschlussgleis \| \| \| \| 2,6 \| Homburg-Beeden (geplant) \| Homburg-Beeden (geplant) \| \| \| 2,9 \| Homburg-Beeden (ehemalig) \| Homburg-Beeden (ehemalig) \| \| \| \| Erbach \| \| \| \| 4,7 \| Homburg-Schwarzenbach (geplant) \| Homburg-Schwarzenbach (geplant) \| \| \| \| L 111 \| \| \| \| 5,5 \| Schwarzenacker (Bliesgau) (geplant) \| Schwarzenacker (Bliesgau) (geplant) \| \| \| 5,7 \| Schwarzenacker (ehemalig) \| Schwarzenacker (ehemalig) \| \| \| \| nach Bierbach \| \| \| \| \| Bundesstraße 423 \| \| \| \| \| von Rohrbach \| \| \| \| 100,1 7,4 \| Einöd (Saar) \| Einöd (Saar) \| \| \| 99,9 7,5 \| Einöd (Saar) \| Einöd (Saar) \| \| \| 98,9 0,0 \| Landesgrenze Saarland/Rheinland-Pfalz \| Landesgrenze Saarland/Rheinland-Pfalz \| \| \| \| (ursprüngliche Streckenführung) \| \| \| \| \| Zweibrücken (1857–1875) \| \| \| \| \| Schwarzbach \| \| \| \| 96,3 0,0 \| Zweibrücken Hbf \| Zweibrücken Hbf \| \| \| \| nach Landau (Pfalz) \| \| \| \| \| \| \| \| Quellen: [1][2] \| \| \| \| |                                                                        |                                                  |                                                  |
| |                                                                        | von Mannheim                                     |                                                  |
| Bahnhof | 0,0                                                                    | Homburg (Saar) Hbf                               | Homburg (Saar) Hbf                               |
| Brücke | 1,3                                                                    | Bundesstraße 423                                 | Bundesstraße 423                                 |
| Abzweig geradeaus und nach rechts | 0,9                                                                    | nach Neunkirchen                                 | nach Neunkirchen                                 |
| Abzweig ehemals geradeaus und nach rechts | 1,1                                                                    | nach Saarbrücken                                 | nach Saarbrücken                                 |
| Abzweig geradeaus und nach links (Strecke außer Betrieb) | 1,4                                                                    | Werkanschlussgleis                               | Werkanschlussgleis                               |
| Brücke (Strecke außer Betrieb) |                                                                        | L 119                                            | L 119                                            |
| |                                                                        |                                                  |                                                  |
| Abzweig geradeaus und von rechts (Strecke außer Betrieb) |                                                                        | von Neunkirchen vom Zollbahnhof Limbach-Altstadt | von Neunkirchen vom Zollbahnhof Limbach-Altstadt |
| |                                                                        |                                                  |                                                  |
| Abzweig geradeaus und von links (Strecke außer Betrieb) |                                                                        | Anschlussgleis                                   | Anschlussgleis                                   |
| Haltepunkt / Haltestelle (Strecke außer Betrieb) | 2,6                                                                    | Homburg-Beeden (geplant)                         | Homburg-Beeden (geplant)                         |
| Haltepunkt / Haltestelle (Strecke außer Betrieb) | 2,9                                                                    | Homburg-Beeden (ehemalig)                        | Homburg-Beeden (ehemalig)                        |
| Brücke über Wasserlauf (Strecke außer Betrieb) |                                                                        | Erbach                                           | Erbach                                           |
| Haltepunkt / Haltestelle (Strecke außer Betrieb) | 4,7                                                                    | Homburg-Schwarzenbach (geplant)                  | Homburg-Schwarzenbach (geplant)                  |
| Strecke mit Straßenbrücke (Strecke außer Betrieb) |                                                                        | L 111                                            | L 111                                            |
| Haltepunkt / Haltestelle (Strecke außer Betrieb) | 5,5                                                                    | Schwarzenacker (Bliesgau) (geplant)              | Schwarzenacker (Bliesgau) (geplant)              |
| Bahnhof (Strecke außer Betrieb) | 5,7                                                                    | Schwarzenacker (ehemalig)                        | Schwarzenacker (ehemalig)                        |
| Abzweig geradeaus und nach rechts (Strecke außer Betrieb) |                                                                        | nach Bierbach                                    | nach Bierbach                                    |
| Strecke mit Straßenbrücke (Strecke außer Betrieb) |                                                                        | Bundesstraße 423                                 | Bundesstraße 423                                 |
| Abzweig ehemals geradeaus und von rechts |                                                                        | von Rohrbach                                     | von Rohrbach                                     |
| ehemaliger Bahnhof | 100,1 7,4                                                              | Einöd (Saar)                                     | Einöd (Saar)                                     |
| Haltepunkt / Haltestelle | 99,9 7,5                                                               | Einöd (Saar)                                     | Einöd (Saar)                                     |
| Grenze | 98,9 0,0                                                               | Landesgrenze Saarland/Rheinland-Pfalz            | Landesgrenze Saarland/Rheinland-Pfalz            |
| Verschwenkung von links · Verschwenkung von rechts (Strecke außer Betrieb) |                                                                        | (ursprüngliche Streckenführung)                  | (ursprüngliche Streckenführung)                  |
| Strecke · Kopfbahnhof Streckenende (Strecke außer Betrieb) |                                                                        | Zweibrücken (1857–1875)                          | Zweibrücken (1857–1875)                          |
| Brücke über Wasserlauf |                                                                        | Schwarzbach                                      | Schwarzbach                                      |
| Bahnhof | 96,3 0,0                                                               | Zweibrücken Hbf                                  | Zweibrücken Hbf                                  |
| |                                                                        | nach Landau (Pfalz)                              |                                                  |
| |                                                                        |                                                  |                                                  |
| Quellen: |                                                                        |                                                  |                                                  |

Die Bahnstrecke Homburg–Zweibrücken ist eine ehemals zweigleisige Eisenbahnverbindung zwischen der heute saarländischen Stadt Homburg und dem pfälzischen Zweibrücken. Die 1857 von der Pfälzischen Ludwigsbahn-Gesellschaft erbaute Strecke gehörte zu den ältesten Strecken innerhalb der damaligen Rheinpfalz. Fungierte sie in den ersten Jahren ihres Bestehens zunächst als reine Stichstrecke, so änderte sich dies mit Inbetriebnahme der 1875 vollendeten Bahnstrecke Landau–Zweibrücken, da sie fortan zusammen mit dieser neben der Ludwigsbahn als Abfuhrstrecke für Kohle aus der Saargegend fungierte.
Da nach dem Ersten Weltkrieg bis auf Zweibrücken alle Orte entlang der Strecke zunächst im Saargebiet lagen und nach dem Zweiten Weltkrieg zum heutigen Saarland gehören, verlor sie an Bedeutung. In den Jahren 1989 und 1991 wurde deshalb der Personenverkehr auf dem Abschnitt Homburg–Einöd eingestellt, lediglich der Abschnitt Einöd–Zweibrücken ist als Teil der Bahnstrecke Landau–Rohrbach bis heute in Betrieb. Die Gleise der 11,2 Kilometer langen Strecke liegen nur noch einspurig. Die Verbindungskurve bei Einöd wurde zwischenzeitlich abgebaut. Im Juli 2020 wurde die Reaktivierung sowie Eingliederung der Strecke in das Netz der S-Bahn Rhein-Neckar beschlossen.

## Geschichte

### Entstehung
Bereits im Zuge der Planungen der Pfälzischen Ludwigsbahn Rheinschanze–Bexbach hatte sich die Stadt Zweibrücken vergeblich um eine sie einbeziehende Linienführung bemüht. Dies scheiterte vor allem daran, dass eine solche einen größeren Umweg bedeutet hätte. 1844 hatte sich deshalb in Zweibrücken ein Komitee namens „Pfalz-Zweibrücker Eisenbahngesellschaft“ gebildet, das eine Zweigbahn von Homburg aus anstrebte. Am 7. Juli erhielt der bayerische König Ludwig I. Kenntnis von diesen Bestrebungen. Am 7. Juli folgte ein Gutachten des Landkommissariats Zweibrücken. Es folgte die Aktienzeichnung unter Beteiligung der Stadt Zweibrücken. Zunächst stieß der Plan jedoch in beiden Städten auf Widerstand. In Homburg wurden Befürchtungen laut, dass der Handel und das Gewerbe erheblichen Schaden hinnehmen müsse. In Zweibrücken beruhten die Vorbehalte hingegen darauf, dass die Stadt fortan erheblicher Rußbelästigung ausgesetzt sei. Erst als die Pfälzische Ludwigsbahn im Jahr 1849 komplett fertiggestellt worden war, nahm der Eisenbahningenieur Paul Denis die Planungen auf und kam 1852 zu dem Ergebnis, dass eine Strecke, die in Homburg von der Ludwigsbahn abzweigen, anschließend über Schwarzenacker und Einöd verlaufen und in Zweibrücken enden würde, rentabel sei. Am 16. August des Folgejahres gab der seit 1848 amtierende König Maximilian II. grünes Licht für die Gründung einer entsprechenden Aktiengesellschaft.

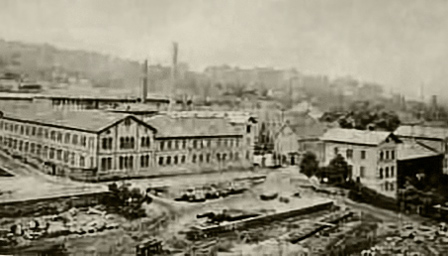
Ursprünglicher Bahnhof Zweibrücken rechts im Bild

1855 und 1856 erhielt die Pfälzische Ludwigsbahn-Gesellschaft, die als Betreiber der Strecke vorgesehen gewesen war, per Regierungsentschließung die Konzession. Die geplante Linie erhielt zudem eine staatliche Zinsgarantie von vier Prozent, die 25 Jahre andauern sollte. Die Aktionäre selbst beschlossen am 17. Oktober 1855 den Bau, der für insgesamt 700.000 Gulden veranschlagt wurde. Für die Errichtung der Strecke mussten darüber hinaus 489 Parzellen, die 13.365 Ruten betrugen, erworben werden. Die Bauarbeiten begannen am 1. Juni 1856, in deren Zuge 82.315 Kubikmeter Erde und 45.634 Kubikmeter Gestein bewegt werden mussten. Die Eröffnung der insgesamt 1,48 Meilen beziehungsweise 11,06 Kilometer langen Strecke langen Strecke erfolgte bereits am 7. Mai 1857. Sie war damit nach der Ludwigsbahn, der Stichbahn Schifferstadt–Speyer, der Bahnstrecke Mainz–Ludwigshafen und der Maximiliansbahn Neustadt–Wissembourg die fünfte Bahnstrecke innerhalb der Pfalz und die dritte konzessionierte Verbindung der Ludwigsbahn-Gesellschaft. Erst sieben Jahre später folgte mit Speyer–Germersheim die nächste Streckenerschließung letzterer.

### Verknüpfung mit anderen Bahnstrecken
Um die Kohlevorkommen der Stadt St. Ingbert sowie das dortige Eisenwerk an das Eisenbahnnetz anzuschließen, sollte zunächst eine Bahnlinie auf kürzestem Weg nach Homburg entstehen. Jedoch gelang es den Gemeinden entlang der Blies und des Würzbaches, eine Streckenführung über ihr Gebiet durchzusetzen, die Strecke sollte in Schwarzenacker von der bestehenden Bahn nach Zweibrücken abzweigen und über Hassel St. Ingbert erreichen. Das Teilstück Schwarzenacker–Hassel der Würzbachbahn genannten Strecke wurde am 28. November 1866 eröffnet, der Lückenschluss bis St. Ingbert folgte am 1. Juni 1867. Die Züge wurden stets bis Homburg durchgebunden. In diesem Zusammenhang erfolgte zudem zwischen Homburg und Schwarzenacker die Errichtung eines weiteren Gleises westlich des bestehenden, das von den Zügen der Relation Homburg–St. Ingbert befahren wurde.
Bereits seit den 1860er Jahren existierten Bestrebungen, eine Bahnverbindung von Landau nach Zweibrücken herzustellen. Nachdem zwischen Landau und Annweiler bereits 1874 Züge fuhren, war die oft Südpfalzbahn genannte Strecke ein Jahr später bis Zweibrücken fertiggestellt. Da sich der bisherige Bahnhof von Zweibrücken in einer Lage befand, die für eine Durchgangsstation eher ungeeignet erschien, wurde er aufgegeben und durch einen neuen, weiter südlich gelegenen, ersetzt. 1876 entstand auf dem Abschnitt Einöd–Zweibrücken ein zusätzliches Gleis. Die Verbindung zwischen Homburg und Zweibrücken bildete ab 1877 die unmittelbare Fortsetzung einer Magistrale, die neben der Bahnstrecke von Landau nach Zweibrücken die Bruhrainbahn von Bruchsal nach Germersheim und die Bahnstrecke Germersheim–Landau miteinbezog. In diesem Zusammenhang fungierte sie neben der Ludwigsbahn als zusätzliche Abfuhrstrecke für Kohle in Richtung Rhein.

### Entwicklung bis zum Ersten Weltkrieg

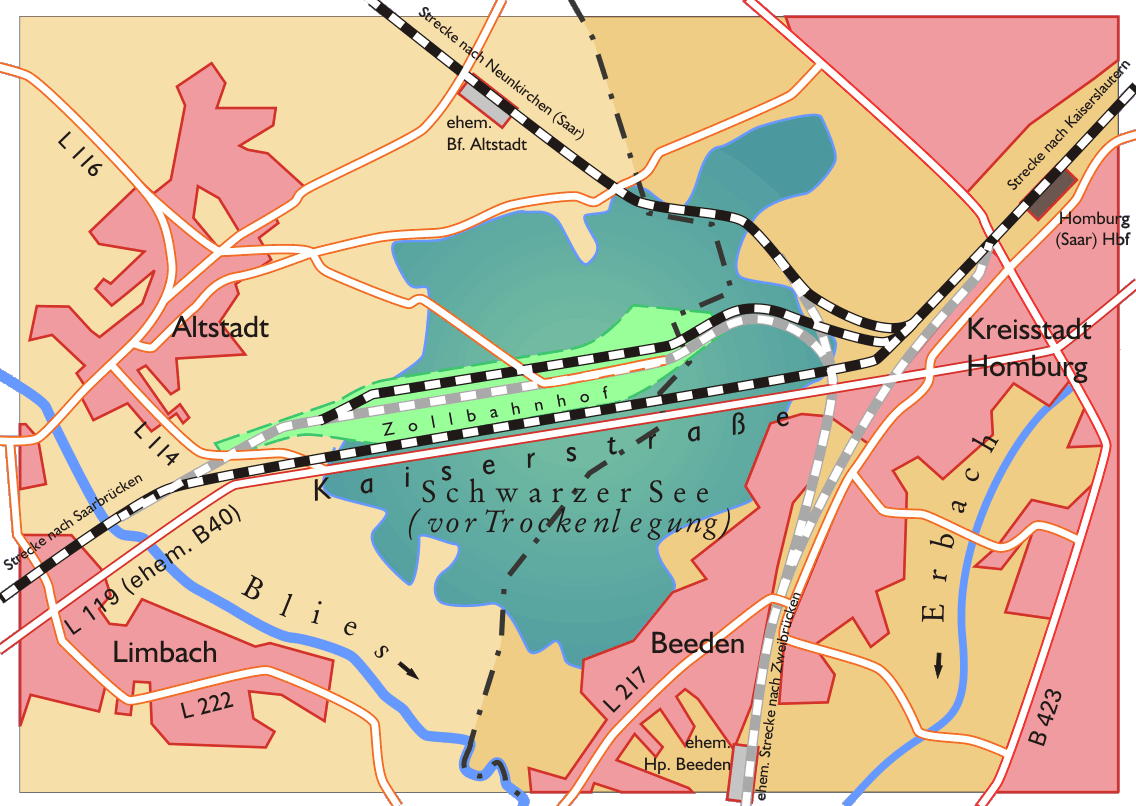
Zollbahnhof Homburg (Saar) West, rechts unten im Bild ist die Strecke nach Zweibrücken zu sehen, von der ein Verbindungsgleis angelegt wurde

1878 erfolgte die Eröffnung der Bliestalbahn Zweibrücken–Saargemünd, die von Zweibrücken bis Einöd parallel zur Strecke nach Homburg verlief. Auf diese Weise war zwischen den Bahnhöfen Einöd, Schwarzenacker und Bierbach auf Höhe des Einöder Ortsteils Ingweiler ein Gleisdreieck entstanden, das oft als „Ingweiler Dreieck“ bezeichnet wurde.
Am 15. Oktober 1879 erfolgte zudem die Durchbindung der St. Ingberter Strecke bis nach Saarbrücken, wodurch der Abschnitt bis Schwarzenacker Bestandteil einer zweiten Bahnverbindung zwischen Homburg und Saarbrücken geworden war, die kürzer als die bisherige Route über Bexbach und Neunkirchen war.
Der Verkehr stieg in der Folgezeit kontinuierlich an. Vor allem Kohlezüge aus Richtung Bexbach, die über Zweibrücken, Biebermühle und Landau nach Osten fuhren, mussten im Bahnhof Homburg aufwendig Kopf machen. Um dieses Problem zu lösen, erhielt die Zweibrücker Strecke kurz nach Verlassen des Bahnhofs eine etwas höhere Trasse, die zum einen die Anlage einer Verbindungskurve zur Strecke nach Neunkirchen ermöglichte und es zudem erlaubte, zwei Bahnübergänge aufzugeben. Darüber hinaus wurden die Gleisanlagen so umgebaut, dass fortan ein durchgängiger zweigleisiger Betrieb zwischen Homburg und Zweibrücken möglich war. Zuvor hatten auf den Abschnitten Homburg–Schwarzenacker und Zweibrücken–Einöd de facto zwei voneinander unabhängige, eingleisige Bahnlinien existiert. Lediglich Züge zwischen Homburg und Bierbach verkehrten ausschließlich auf dem westlichen Gleis zwischen Schwarzenacker und Homburg.
Am 1. Januar 1904 wurde aus strategischen Gründen die Bahnstrecke Homburg–Rohrbach eröffnet, die auf deutlich kürzerem Weg nach Saarbrücken führte als die bisherigen Routen über Bexbach und Neunkirchen einerseits sowie Schwarzenacker und Bierbach andererseits. Für den Verkehr in Richtung Westen büßte die Strecke zwischen Homburg und Schwarzenacker damit ihre bisherige Bedeutung ein.
Am 1. Januar 1909 ging die Verbindung zusammen mit den übrigen Bahnstrecken innerhalb der Pfalz in das Eigentum der Bayerischen Staatseisenbahnen über. Im Ersten Weltkrieg erlangte der Abschnitt Homburg–Schwarzenacker zusammen mit der 1879 eröffneten Bliestalbahn Zweibrücken–Saargemünd sowie der 1904 vollendeten Glantalbahn Homburg–Bad Münster strategische Bedeutung, da auf diese Weise bei Aufmärschen gegen Frankreich eine Überlastung der Nahetalbahn vermieden wurde und eine Umfahrung von Saarbrücken möglich war.

### Zwischenkriegszeit, Zweiter Weltkrieg und Nachkriegszeit (1918–1956)
Nach dem Ersten Weltkrieg wurden mit Ausnahme von Zweibrücken alle Orte entlang der Bahnlinie dem 1920 neu geschaffenen Saargebiet zugeschlagen. Zwischen Einöd und Zweibrücken fanden fortan Zollkontrollen statt. Für den Abschnitt bis Einöd war fortan die Saareisenbahn zuständig, lediglich die Reststrecke wurde Teil der neu gegründeten Deutschen Reichsbahn. 15 bis dahin zum Bezirksamt Zweibrücken gehörende Gemeinden, darunter Einöd, wechselten zum Landkreis Homburg. In diesem Zusammenhang fand zudem eine Umorientierung der Verkehrsströme statt. Der Verkehr zwischen Homburg und Zweibrücken verlor an Bedeutung, während die Züge der Bliestalbahn, die zuvor stets von beziehungsweise nach Zweibrücken verkehrten, fortan meist ab Bierbach über die seit 1866 bestehende Verbindung nach Schwarzenacker und von dort aus weiter nach Homburg verkehrten. Westlich von Homburg wurde ein Zollbahnhof neu errichtet, zu dem die Strecke nach Zweibrücken eine Verbindungskurve erhielt.
Im August 1934 wurde zwischen Homburg und Schwarzenacker der neue Haltepunkt Homburg-Beeden errichtet, der der Erschließung des gleichnamigen Homburger Stadtteils diente. Zum 1. März 1935 erfolgte die Rückgliederung des Saargebietes an das Deutsche Reich, dementsprechend entfielen die Zollkontrollen in Einöd und Zweibrücken. Fortan war die Deutsche Reichsbahn für die gesamte Strecke zuständig.
Das heutige Saarland, dem abermals bis auf Zweibrücken die gesamte Strecke zugeschlagen worden war, wurde nach dem Zweiten Weltkrieg erneut abgetrennt. Dadurch wurden die Stationen Einöd und Zweibrücken erneut zu Zollbahnhöfen. Für den Abschnitt Homburg–Einöd waren fortan die „Saarländischen Eisenbahnen (SEB)“ – ab 1951 Eisenbahnen des Saarlandes (EdS) genannt – zuständig, der restliche Teil der Bahnlinie unterstand der Betriebsvereinigung der Südwestdeutschen Eisenbahnen (SWDE), die 1949 in die neu gegründete Deutsche Bundesbahn (DB) überging. Zudem erfolgte zwischen Homburg und Zweibrücken die Demontage des zweiten Gleises.

### Niedergang (seit 1957)
Mit der wirtschaftlichen Rückgliederung des Saarlandes an Deutschland entfielen die Zollkontrollen zum 6. Juli 1957 wieder, seither betrieb die DB die komplette Strecke. Am 2. Mai 1982 gelangte anlässlich des 125-jährigen Jubiläums der Strecke ein Triebwagen der Baureihe 601 nach Zweibrücken, der von dort aus in einem Ring über Homburg und Saarbrücken verkehrte.
1968 wurde die Telegrafen-Freileitung entlang der Strecke durch ein Fernmeldekabel ersetzt.
Am 26. Mai 1989 wurde der Personenverkehr zwischen Schwarzenacker und Einöd komplett eingestellt. Der übrige Streckenabschnitt wurde zunächst in Zusammenhang mit dem Bliestalbahn-Abschnitt Bierbach–Reinheim weiter betrieben. Am 31. Mai 1991 endete der Verkehr zwischen Homburg und Schwarzenacker sowie auf der anschließenden Bliesstrecke ebenfalls. Im selben Jahr erfolgte die Demontage von Teilen der Verbindungskurve zwischen Schwarzenacker und Einöd. 1996 folgte zwischen Homburg und Einöd die Stilllegung.

### Reaktivierung

#### Pläne
Bereits seit vielen Jahren gibt es Bemühungen, die Strecke zwischen Homburg und Zweibrücken zu reaktivieren. Rheinland-Pfalz und die Stadt Zweibrücken würden gerne die bestehende S-Bahn-Linie S1 der S-Bahn RheinNeckar über Homburg hinaus bis Zweibrücken verlängern. Auch die Wirtschaftsverbände begrüßen eine solche Reaktivierung. Hierzu sollen die Strecke ausgebaut und elektrifiziert und die ehemaligen Haltepunkte Homburg-Beeden und Schwarzenacker wieder in Betrieb genommen werden. Da fast alle S-Bahn-Züge in Homburg Wendezeiten von rund 50 Minuten aufweisen, wäre eine Verlängerung bis Zweibrücken im Stundentakt ohne zusätzliche Fahrzeuge durchführbar. Die Feinerschließung könnte eine um 30 Minuten versetzt verkehrende Buslinie ebenfalls im Stundentakt übernehmen.
Von den beiden Bundesländern Saarland und Rheinland-Pfalz wurde 2010 eine Vorentwurfsplanung in Auftrag gegeben, welche die aktuellen Kosten einer Streckenreaktivierung und eines Streckenausbaus aufzeigen sollte. Im September 2013 wurde diese den zuständigen Ministerien von Bund und Land übergeben und im Dezember der Öffentlichkeit vorgestellt. Darin sind explizit alle Maßnahmen und Kostenpunkte aufgezeigt, die für eine Inbetriebnahme notwendig sind. Die Vorentwurfsplanung kostete die beiden Bundesländer rund 700.000 Euro und nannte für eine Realisierung des Projektes Kosten zwischen 21,7 und 25,7 Millionen Euro. Eine Mitte März 2015 fertiggestellte Kosten-Nutzen-Untersuchung (NKU) ergab einen positiven Kosten-Nutzen-Faktor von 1,24 für das Projektvorhaben. Nach den langen Unsicherheiten über wichtige Finanzierungsinstrumente, wie beispielsweise die Fortführung der GVFG und der Regionalisierungsmittel, vereinbarten die beiden Bundesländer, bei einem gemeinsamen Spitzentreffen in Zweibrücken am 20. Dezember 2016, die Beauftragung einer Entwurfsplanung, im Rahmen der Leistungsphasen 3 und 4, sowie die Ausarbeitung der Planungsunterlagen für das nachfolgende Planfeststellungsverfahren.
Der rheinland-pfälzische Ministerrat traf im Januar 2017 einen Grundsatzbeschluss zur Reaktivierung der Bahnstrecke einschließlich einer Regelung der Finanzierungsfragen. Im Februar 2017 stimmte auch der saarländische Ministerrat den weiteren Planungsschritten zu. Damit konnte die Bau- und Genehmigungsphase des Projekts beginnen.
Im weiteren Verlauf des Jahres 2017 wurde die Vorentwurfsplanung überarbeitet, wobei eine Erhöhung der Kosten von 25,5 auf 31 Millionen Euro ermittelt wurde. Die Projektplanung zum Zeitpunkt August 2018 sah die Einleitung des Planfeststellungsverfahrens frühestens im Herbst 2020 vor. Unter der Annahme, dass keine Verzögerungen durch Einwendungen oder Klagen gegen den Planfeststellungsbeschluss eingereicht werden, wurde mit einem Baubeginn 2023 gerechnet. Aufgrund der geschätzten Bauzeit von rund zwei Jahren wäre eine Inbetriebnahme 2025 möglich gewesen.
Im Juli 2020 billigte das Bundesverkehrsministerium die Entwurfsplanung für eine Verlängerung der S-Bahnstrecke von Homburg nach Zweibrücken und stellte eine Erhöhung der Fördersumme von 60 % auf bis zu 90 % in Aussicht. Im Rahmen des Planfeststellungsverfahrens zur Reaktivierung der Strecke konnten die Bürger zwischen April und Mai 2021 die Planungsunterlagen einsehen und Beschwerden sowie Stellungnahmen vorbringen. Die daraufhin eingegangenen etwa 135 Anregungen wurden von der DB Netz AG bearbeitet und wirkten sich beispielsweise auf die Planung der vorgesehenen Haltepunkte ein. Am 22. August 2022 erging der Planfeststellungsbeschluss für die innerhalb von Rheinland-Pfalz für die Reaktivierung notwendigen Maßnahmen, im Wesentlichen die Elektrifizierung eines Abschnitts der in Betrieb befindlichen Strecke Rheinsheim–Rohrbach und Umbauten in Zweibrücken Hbf. Die Kosten wurden im Juni 2023, aufgrund der vielfältigen Anpassungen und Verbesserungen, mit 77,5 Millionen Euro beziffert.
Das Planfeststellungsverfahren auf saarländischer Seite wurde vor dem Zeitplan im Oktober 2023 abgeschlossen.
Im März 2025 waren bauvorbereitende Maßnahmen begonnen und die Deutsche Bahn rechnete dem Baubeginn Anfang 2026[veraltet] und der Inbetriebnahme Ende 2028.

#### Vorteile
Eine Reaktivierung würde der Zweibrücker Bevölkerung eine umsteigefreie Verbindung zu den Oberzentren Kaiserslautern und Ludwigshafen/Mannheim ermöglichen. Die Fahrzeit mit der S-Bahn von Zweibrücken nach Homburg mit den eingeplanten drei Haltepunkten wird circa 15 Minuten betragen. Insbesondere bei Berufsverkehr auf der Straße ein deutlicher Zeitgewinn gegenüber der vorhandenen Buslinie R7, die für die Strecke doppelt so lange braucht. Dieser Zeitgewinn verliert sich auf der Strecke Homburg – Ludwigshafen um das Zweifache, da die S-Bahn im Vergleich zum Regionalexpress 30 Minuten länger braucht. Auf der Relation Zweibrücken – Kaiserslautern beträgt der Zeitgewinn lediglich 5 Minuten. Der Großteil des zu reaktivierenden Streckenabschnittes verläuft auf saarländischem Gebiet. Es sind etwa sieben Kilometer zu reaktivieren und zu elektrifizieren. Drei Kilometer gehören zur bestehenden Schwarzbachtalbahn, hier ist nur die Elektrifizierung notwendig. Die Landesregierung des Saarlandes müsste einen Großteil der Kosten übernehmen. Rheinland-Pfalz hat sich für eine teilweise Kostenübernahme des saarländischen Anteils ausgesprochen. Zustimmung zur Umsetzung des Bahnprojekts kamen auch von einer breiten Bevölkerungsschicht des Saarpfalz-Kreises, von Kommunalpolitikern und vom Verkehrsclub Deutschland, Landesverband Saar.

## Streckenbeschreibung

### Verlauf
Die Strecke verlässt den Homburger Hauptbahnhof in südlicher Richtung und überquert dabei zunächst die Bundesstraße 423. Zunächst biegt die Bahnstrecke Homburg–Neunkirchen nach rechts ab, wenig später trennt die Zweibrücker Strecke sich ebenso von derjenigen nach Saarbrücken. Danach passiert sie die inzwischen abgebauten Verbindungskurven zur Strecke nach Neunkirchen beziehungsweise zum früheren Zollbahnhof Homburg (Saar) West und einige ehemalige Anschlussgleise. Südlich des früheren Haltepunkts Homburg-Beeden überquert sie den Erbach und gelangt kurz vor Schwarzenacker ins Bliestal. In unmittelbarer Nähe befindet sich westlich parallel zur Strecke die Bundesautobahn 8.
Südlich von Schwarzenacker liegt das Ingweiler Dreieck, wo die Zweibrücker Strecke nach Südosten abbog und die frühere Würzbachbahn nach Südwesten. Zwischen Schwarzenacker und Einöd befindet sich aufgrund der früher zweigleisigen Strecke ein größerer Geländeeinschnitt. Kurz vor Einmündung in die Bahnstrecke Landau–Rohrbach wird die Bundesstraße 423 unterquert, ehe beide Strecken gemeinsam den aufgelassenen Bahnhof Einöd (Saar) erreichen. Gemeinsam verlaufen sie bis zum Zweibrücker Hauptbahnhof. Vom Homburger Hauptbahnhof bis Einöd verläuft die Strecke seit der Eingemeindung von Einöd 1974 innerhalb des Homburger Stadtgebiets, der Restabschnitt verläuft innerhalb des Zweibrücker Stadtgebiets.

### Betriebsstellen

#### Homburg (Saar) Hauptbahnhof

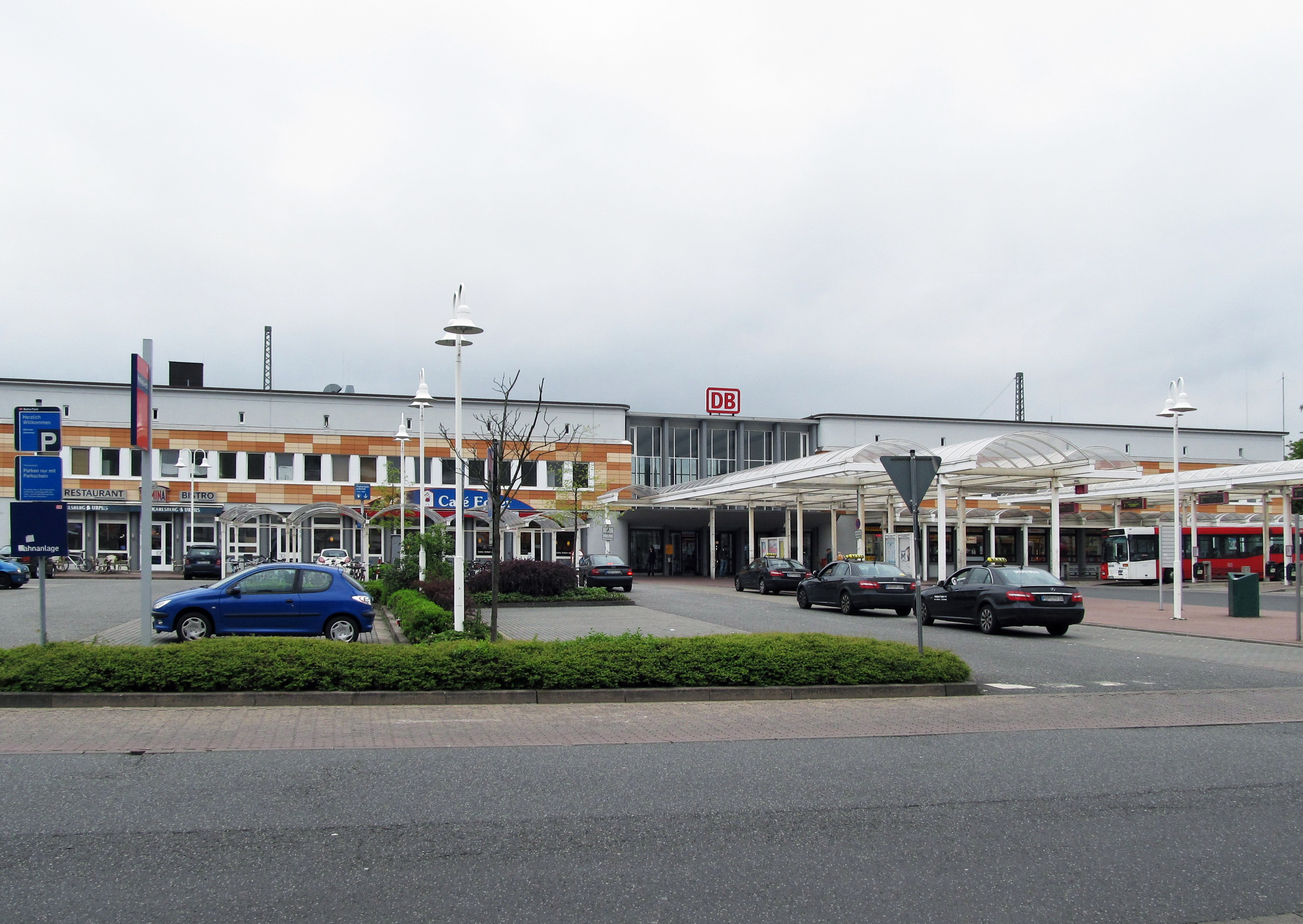
Homburg (Saar) Hauptbahnhof

Bis 1923 hieß der Bahnhof Homburg (Pfalz). Er wurde bereits 1848 für die Pfälzische Ludwigsbahn Rheinschanze – Bexbach eröffnet. Mit Eröffnung der Strecke nach Zweibrücken im Jahr 1857 wurde er nach Schifferstadt (1847), Ludwigshafen (1853) und Neustadt an der Haardt (1855) der vierte Eisenbahnknotenpunkt innerhalb der damaligen Rheinpfalz.
Am 1. Januar 1904 folgte die Strecke Homburg–Rohrbach, die genau wie die vier Monate später vollendete Glantalbahn aus strategischen Gründen errichtet worden war. Somit war die Bahnstrecke entlang des Glan die letzte Strecke, die an den Bahnhof angeschlossen wurde. Während die Personenzüge der Glantalbahn die Bahnstrecke Mannheim–Saarbrücken niveaufrei unterquerten, existierte für Güterzüge dieser inzwischen stillgelegten Strecke ein gesondertes Gleis, das auf direktem Weg in den Bahnhof führte.

#### Homburg-Beeden
Der Haltepunkt Homburg-Beeden befand sich am nordöstlichen Rand von Beeden. In den ersten Jahrzehnten des Bestehens der Strecke existierte vor Ort kein Haltepunkt. Die Station wurde erst im August 1934 zu Zeiten der Saareisenbahnen errichtet. An ihm hielten zunächst ausschließlich die Schienenbusse. Er verfügte über ein kleines Empfangsgebäude.

#### Schwarzenacker
Der Bahnhof Schwarzenacker befand sich am südwestlichen Ortsrand von Schwarzenacker. Seit 1866 zweigte die in ihrer damaligen Form heute nicht mehr existierende Würzbachbahn nach St. Ingbert von ihm ab. Dadurch wurde der Bahnhof nach Schifferstadt, Ludwigshafen, Neustadt an der Haardt, Homburg und Winden (1864) der sechste Eisenbahnknotenpunkt innerhalb der Pfalz. Der Personenverkehr nach Zweibrücken kam 1989 zum Erliegen, der nach Bierbach 1991. Seither weist der Bahnhof keinen Verkehr mehr auf.

#### Einöd (Saar)
Der Bahnhof Einöd (Saar) lag am südlichen Ortsrand von Einöd. Ursprünglich trug er die Bezeichnung Einöd i. d. Pfalz. Nachdem im Zuge des Baus der damals in Zweibrücken beginnenden Bliestalbahn eine Verbindungskurve nach Bierbach entstand, wurde er zum Eisenbahnknotenpunkt. Seinen späteren Namen erhielt er im Zuge der Schaffung des Saargebiets. Nachdem die Verbindung zum Bahnhof Schwarzenacker 1989 stillgelegt wurde, wurde der Bahnhof aufgegeben. Ende 2009 erhielt Einöd einen neuen, ortsnahen Haltepunkt, der sich rund 300 Meter weiter östlich vom alten Bahnhof befindet.

#### Zweibrücken (Bahnhof von 1857 bis 1875)

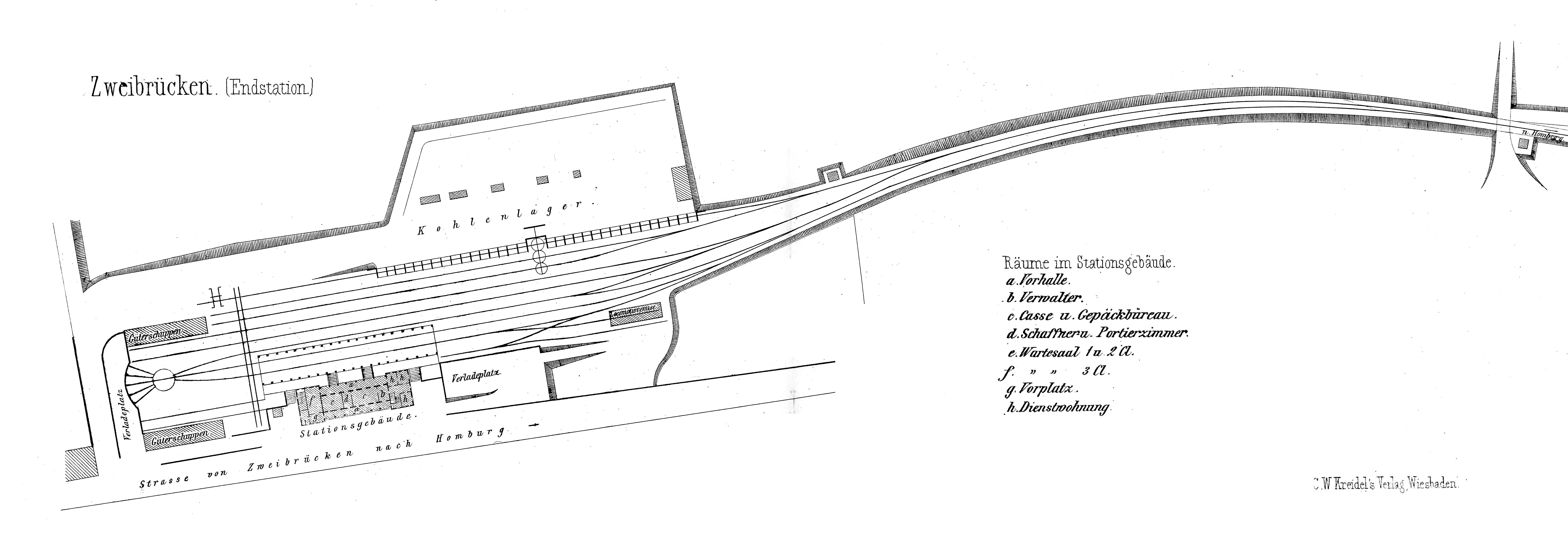
Gleisplan des ursprünglichen Zweibrücker Bahnhofs im Jahr 1870

Der ursprüngliche Bahnhof Zweibrücken war ein Kopfbahnhof. Er befand sich unweit der Stadtmitte in der heutigen Dinglerstraße an der Kreuzung der Bismarckstraße auf dem jetzigen Werksgelände von Tadano Demag und verfügte unter anderem über eine Lokomotivremise, die anfangs die Funktion des Empfangsgebäudes hatte, da dieses zum Zeitpunkt der Streckeneröffnung noch nicht fertig gestellt war. Ein Wiederaufbau des Empfangsgebäudes blieb aufgrund der bereits zu diesem Zeitpunkt geplanten und wenige Jahre später eröffneten Strecke von Landau nach Zweibrücken aus, da seine Lage als ungeeignet erachtet wurde. Mit Eröffnung des Abschnitts Annweiler–Zweibrücken der von Landau kommenden Magistrale am 25. November 1875 wurde er aufgelassen. Sein Empfangsgebäude fungierte deshalb in der Folgezeit als Oberbaulager der Zweibrücker Bahnmeisterei. Ab 1892 diente er dem Unternehmen Dingler als Büro und Lager. Die Gleise blieben noch jahrzehntelang als Industrieanschluss erhalten. Das Empfangsgebäude sowie der dazugehörige Güterschuppen existierte bis in die 1940er Jahre.

#### Zweibrücken Hauptbahnhof

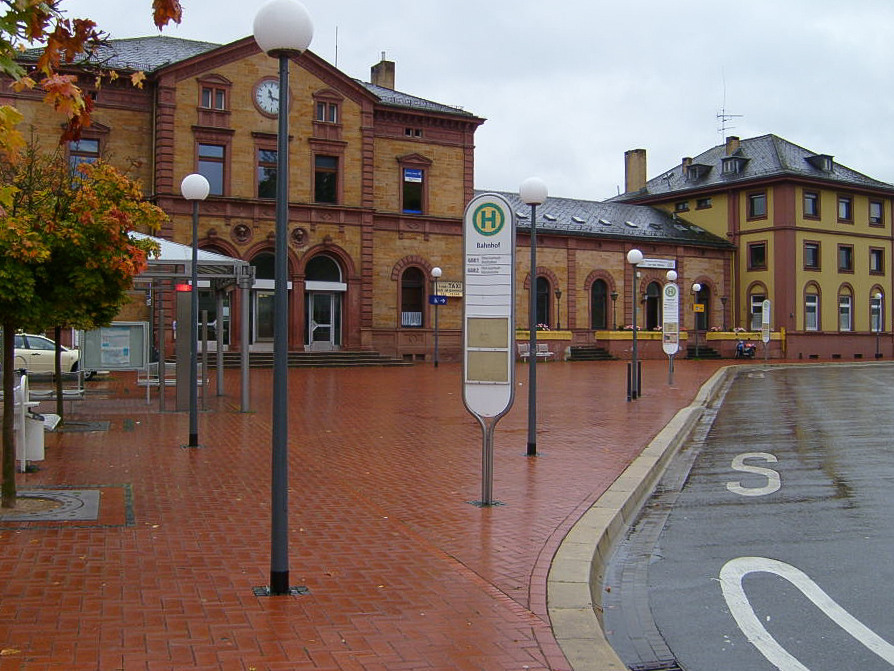
Zweibrücken Hauptbahnhof

Der Bahnhof, der zunächst nur den Namen Zweibrücken trug, wurde im November 1875 mit Eröffnung der Südpfalzbahn Landau–Zweibrücken eröffnet und ersetzte seinen Vorgänger von 1857, der sich näher an der Stadt befunden hatte. Seinen heutigen Namen erhielt er zum 1. Oktober 1941. Seit 1988 wird die vorgenannte Strecke nicht mehr von Fernzügen befahren, sondern hat nur noch Nahverkehrszüge im Fahrplan, ebenso wurden seine Gleisanlagen deutlich verringert. Die Bedeutung im Güterverkehr verschwand ebenfalls komplett. Im Zuge der Stilllegung der Hornbachbahn und der Verbindung nach Homburg verlor er zudem seine einstige Funktion als Knotenpunkt. 1991 erfuhr der Zweibrücker Hauptbahnhof eine größere Demontage: Von 13 Gleisen wurde er auf insgesamt vier (heute nur noch drei) reduziert. Im selben Jahr wurde das ehemalige Zweibrücker Betriebswerk, das die letzten zwei Jahrzehnte als Außenstelle seines Pendants in Saarbrücken gedient hatte, samt Lokschuppen aufgegeben. Zudem erfolgte 2000 die Demontage sämtlicher Gleisanschlüsse innerhalb von Zweibrücken. Geplant ist jedoch, den Bahnhof in das Netz der S-Bahn RheinNeckar zu integrieren, wofür die Verbindung nach Homburg reaktiviert werden soll. Dazu wurde am 28. August 2024 ein Realisierungs- und Finanzierungsvertrag von den Ländern Rheinland-Pfalz und dem Saarland im Beisein der Deutschen Bahn unterzeichnet. Damit werden nach jetzigem Stand zum Fahrplanwechsel im Dezember 2028 wieder Züge auf der Strecke fahren.

## Verkehr

### Personenverkehr

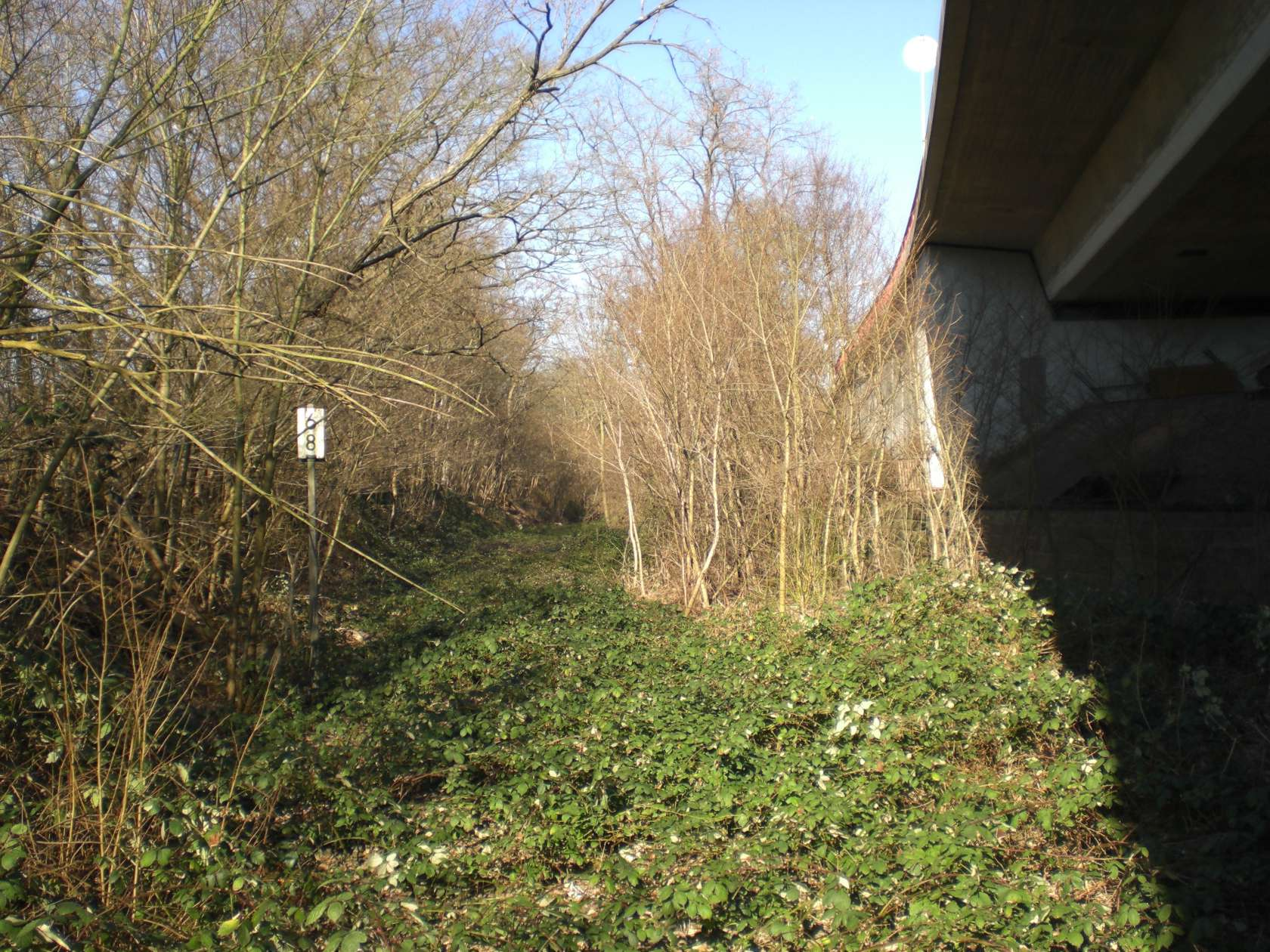
Trasse der Verbindungskurve zwischen Schwarzenacker und Einöd beim Kilometer 6,8. Rechts die Überführung der Bundesstraße 423.

Der Nahverkehr beschränkte sich meistens auf die Relation Homburg–Zweibrücken. Der Fahrplan vom 1. Mai 1914 wies 16 Züge von Homburg nach Zweibrücken auf, von denen zwei ohne Zwischenhalte verkehrten. Eine Fahrt dauerte damals 20 Minuten, diejenigen ohne Zwischenhalt waren sechs Minuten kürzer.
1965 wurden zwei Eilzugpaare der Relation Mainz – Zweibrücken in Betrieb genommen, es verkehrten Wendezüge, die mit Dieselloks bespannt waren. Da zu diesem Zeitpunkt die Verbindung Odernheim – Bad Münster bereits unterbrochen war, mussten sie in Staudernheim die Fahrtrichtung wechseln und von dort aus über die Nahetalbahn fahren. Sie wurden hauptsächlich auf Initiative des damaligen Zweibrücker Oberbürgermeisters Oskar Munzinger eingerichtet, der ab 1963 zusätzlich Landtagsabgeordneter in Rheinland-Pfalz war und seine beiden Wirkungsstätten mittels durchgehender Züge verbunden haben wollte. Aus diesem Grund wurde die Verbindung im Volksmund oft als Munzinger-Express bezeichnet. Ende der 1970er wurde sie wieder eingestellt.
Mitte der 1970er Jahre fuhren die meisten Züge der Relation Homburg–Zweibrücken ohne Zwischenhalt, manche von ihnen hielten ausschließlich in Homburg (Saar)-Beeden. Ein Zug fuhr bis nach Landau und einer bis Sobernheim. Im selben Jahrzehnt gab es vereinzelt Züge, die über Zweibrücken hinaus bis zum Pirmasenser Hauptbahnhof durchgebunden wurden. Im Jahr 1981 fuhr ein vormittags verkehrender Zug von Zweibrücken bis nach Sobernheim an der Nahetalbahn, bevor dieser mit Einstellung des Personenverkehrs auf der oberen Glantalbahn zwischen Homburg und Glan-Münchweiler im selben Jahr gestrichen wurde. In den Folgejahren verkehrte lediglich ein Zugpaar zwischen den beiden Städten. 1988 blieb lediglich ein Zug von Homburg nach Zweibrücken übrig.

### Güterverkehr
Anfang des 20. Jahrhunderts bediente ein Güterzug der Relation Homburg–Saargemünd den Streckenabschnitt zwischen Homburg und Schwarzenacker. Ein weiterer fuhr über Zweibrücken hinaus bis nach Hinterweidenthal, darüber hinaus verkehrte ein solcher von Kaiserslautern aus bis nach Zweibrücken. Der Güterverkehr zwischen Homburg und Einöd blieb nach der Einstellung des Personenverkehrs im Jahr 1989 zunächst erhalten, ehe er 1991 mit der Demontage der Verbindungskurve Schwarzenacker–Einöd ebenfalls endete.

## Fahrzeugeinsatz
In den ersten Jahrzehnten zeichnete das Bahnbetriebswerk Kaiserslautern für den Fahrzeugeinsatz auf der Strecke verantwortlich. Vor Personenzügen fanden unter anderem die Baureihen P 1.I, P 1.II, P 1.III, P 2 und T 1 Verwendung, für den Güterverkehr waren es die G 2, die G 4 sowie die G 5. Ab dem 20. Jahrhundert verlagerte sich der Zuständigkeitsbereich zunehmend auf die neu geschaffenen Bahnbetriebswerke Homburg und Zweibrücken, nachdem ersteres in seiner Anfangszeit eine Kaiserslauterer Filiale gebildet hatte.
In den 1920er Jahren verkehrten vor Personenzügen ab Homburg Dampflokomotiven der Baureihe 91.3 nach Zweibrücken beziehungsweise Reinheim. Ende der 1950er Jahre waren auf der Strecke Dampfloks der Baureihe 39 aus Kaiserslautern sowie der Baureihe 86 aus Zweibrücken anzutreffen.
In der Folgezeit wurde ein Teil des Verkehrs von Triebwagen DB-Baureihe ETA 150 aus Worms übernommen. Für die von 1965 bis 1979 bestehenden Eilzüge der Relation Zweibrücken–Mainz kamen Diesellokomotiven der Baureihe V 100.20 zum Einsatz. Sie zogen n-Wagen, von denen einer als Steuerwagen fungierte. Auf diese Weise fuhren sie als Wendezüge. Dieselbe Konstellation verkehrte bis zuletzt zwischen Homburg und Reinheim. Vor allem in den 1970er Jahren pendelten zwischen Homburg und Zweibrücken Dieseltriebzüge der Baureihe 634. Teilweise fuhren ebenso Uerdinger Schienenbusse des Typs VT 98 aus Landau.